# 庫阿努阿語
庫阿努阿語是住在巴布亞新幾內亞東新不列顛省加泽尔半岛上的托賴人所說的一種語言。這種語言在文獻中常常被稱為托賴語，但托賴其實是族群的名稱，而托賴人將他們自己的語言稱為「Tinata Tuna」，該詞之意為「真正的語言」。Kuanua這個詞，顯然它是一個的Duke of York語的單詞，其意乃為「彼方」。

## 特徵
和許多巴布亞新幾內亞的語言不同，庫阿努阿語是一種健康的語言，雖然它有著過量的巴布亞皮欽語借詞，像它使用巴布亞皮欽語的詞braun來指「棕色」的概念，而巴布亞皮欽語用以指腳踏車的借詞vilivil亦已取代了相關的本土詞aingau，但庫阿努阿語並沒有受巴布亞皮欽語取代或因之消亡的危險。庫阿努阿語被認為是一種高聲望的語言，同時也是巴布亞新幾內亞兩個主要中心地區─科可波和拉包爾主要的溝通用語言。
庫阿努阿語丟失了本土詞中「s」的音素，縱使此音素依舊存留於新愛爾蘭南部的相關語言中。指稱太陽的字「kesakese」，在庫阿努阿語中已變成了「keake」。然而，大量來自巴布亞皮欽語和英語的借詞使得「s」這音素再次成為庫阿努阿語的一部份。

## 分類
庫阿努阿語是南島語系马来－波利尼西亚语族大洋洲分支的語言。距此語言最近一層的語族是「帕特帕塔爾─托賴」分支(Patpatar-Tolai)，這分支也包含了也通行於加澤裂半島的米你吉爾語和新愛爾蘭的帕特帕塔爾語。

## 地理分佈
庫阿努阿語通行於巴布亞新幾內亞東新不列顛省的加泽尔半岛。

### 衍生
庫阿努阿語被認為是巴布亞皮欽語的主要的基層語（Substratum）言之一。一些常用的巴布亞皮欽語的單字似乎是來自庫阿努阿語或其近親語言的，以下為幾個可能源自庫阿努阿語的巴布亞皮欽語單詞：
- aibika (派生自ibika) - 黃蜀葵
- buai - 檳榔
- diwai (派生自dawai) - 樹、木
- guria - 地震
- kawawar (派生自kavavar) - 薑
- kiau - 蛋
- lapun - 老人
- liklik (派生自ikilik) - 小的
- umben (派生自uben) - 漁網

## 語法

### 獨立型人稱代詞
庫阿努阿語在語法上有四個數的分別，並有三個人稱，同時還有包含式(包含聽者，也就是第二人稱的第一人稱)和排除式(不包含聽者，也就是第二人稱的第一人稱)之別。它的人稱代詞沒有性的分別。
|                | 單數       | 雙數               | 三數                  | 眾數            |
| -------------- | ---------- | ------------------ | --------------------- | --------------- |
| 第一人稱排除式 | iau (我)   | (a)mir (我與他/她) | (a)mital (我與他們倆) | avet (我與他們) |
| 第一人稱包含式 | -          | dor (我與你)       | datal (我與你們倆)    | dat (我與你們)  |
| 第二人稱       | u (你)     | (a)mur (你倆)      | (a)mutal (你們三個)   | avat (你們)     |
| 第三人稱       | ia (他/她) | dir (他們倆)       | dital (他們三個)      | diat (他們)     |

眾數形人稱代詞在動詞前時會失去結尾的-t。故「Da vana」意即「我們走」，「Pa ave gire」意即「我們沒看見」，而「Dia tar pot」則表「他們已經到了」之意。

### 語法
庫阿努阿語的通常語序為主詞─動詞─受詞
有個關於動詞名詞化前綴ni-的有趣現象存在。這現象導致了此語言的不規則性。一般而言，此前綴只加在動詞的開頭，例如laun(意即「活著」)變作a nilaun(意即「生命」)；ian(意即「吃」)變作a nian(意即「食物」)；aring(意即「祈禱」)變作a niaring(意即「祈禱者」)。但是varubu(意即「打鬥」)變作a vinarubu(意即「戰鬥」)；tata(意即「說」)變作a tinata(意即「語言」)；mamai(意即「嚼檳榔」)變作a minamai(意即「(一小些)用來嚼的檳榔)。在這些出現不規則的例子中，前綴ni-變成了插入動詞第一音節的中綴-in-，在此些狀況下亦可說ni-用作前綴，但動詞的開頭的發音變成了該前綴的n。

## 外部連結
- Ethnologue對庫阿努阿語的報告 （页面存档备份，存于）
- 語言博物館的庫阿努阿語頁面 （页面存档备份，存于）
- Rosetta計劃之頁面[永久]